# Todd Reid
Todd Reid (* 3. Juni 1984 in Sydney; † vor oder am 23. Oktober 2018) war ein australischer Tennisspieler.

## Leben
Reid wurde in seiner Jugend bei Nick Bollettieri ausgebildet und begann seine Karriere 1999 auf der ITF Junior Tour, wo er noch im selben Jahr Titel im Einzel und im Doppel errang. Beim Juniorenturnier von Wimbledon erreichte er 2001 das Viertelfinale; im darauf folgenden Jahr gewann er das Turnier und stand beim Juniorenturnier der Australian Open im Finale. 2002 wurde er vom Australian Institute of Sport als Junior-Athlet des Jahres ausgezeichnet, im September des Jahres stand er auf Platz vier der Junioren-Weltrangliste. Daraufhin wechselte er ins Profitennis.
Im Profitennis konnte er sich jedoch nie durchsetzen, da er im Alter von 19 Jahren an Pfeiffer-Drüsenfieber erkrankte. Seine einzigen Titel errang er zwischen 2002 und 2005 auf der drittklassigen ITF Future Tour. Im Laufe seiner Karriere konnte er auf der ATP Tour nur insgesamt 14 Spiele gewinnen. Seine höchste Notierung in der Tennisweltrangliste erreichte er 2004 mit Position 105 im Einzel sowie 2003 mit Position 305 im Doppel.
Sein bestes Einzelergebnis bei einem Grand-Slam-Turnier war das Erreichen der dritten Runde der Australian Open 2004. In der ersten Runde schlug er den ebenfalls mit einer Wildcard ins Turnier gerutschten Usbeken Vadim Kutsenko, in der zweiten Runde rang er Sargis Sargsian in fünf Sätzen nieder. Gegen den späteren Champion Roger Federer gelangen ihm nur insgesamt vier Spielgewinne.
In der Doppelkonkurrenz erreichte er 2003 bei den Australian Open zusammen mit Ryan Henry die zweite Runde. Mit einer Wildcard ausgestattet besiegten sie in der ersten Runde das deutsche Doppel aus Karsten Braasch und Rainer Schüttler. Sie scheiterten an den späteren Finalisten Mark Knowles und Daniel Nestor.
Reid spielte 2004 ein Einzel für die Australische Davis-Cup-Mannschaft. Beim Play-Off in der Weltgruppe verlor er in zwei Sätzen gegen Mounir El Aarej, nachdem Australien bereits mit 3:0 uneinholbar geführt hatte.
2005 trat er erstmals vom Profitennis zurück, 2009 versuchte er erfolglos ein Comeback. Zuletzt arbeitete er als Tennistrainer in einer von seinen Eltern betriebenen Tennis- und Squash-Anlage in der Nähe von Sydney. In den letzten Jahren litt er an Pankreatitis. Am 23. Oktober 2018 wurde er leblos aufgefunden.